# Clare Crockett
Clare Maria da Trindade e Coração de Maria, Irmãs Servas do Lar da Mãe (Derry, 14 de novembro de 1982 – Playa Prieta, Portoviejo, 16 de abril de 2016), nascida Clare Theresa Crockett, foi uma freira católica e ex-atriz norte-irlandesa, reconhecida como Serva de Deus pela Igreja Católica em 2024. Sua vida é marcada por uma profunda conversão espiritual e dedicação aos pobres, sendo um exemplo de entrega total à fé.

## Biografia

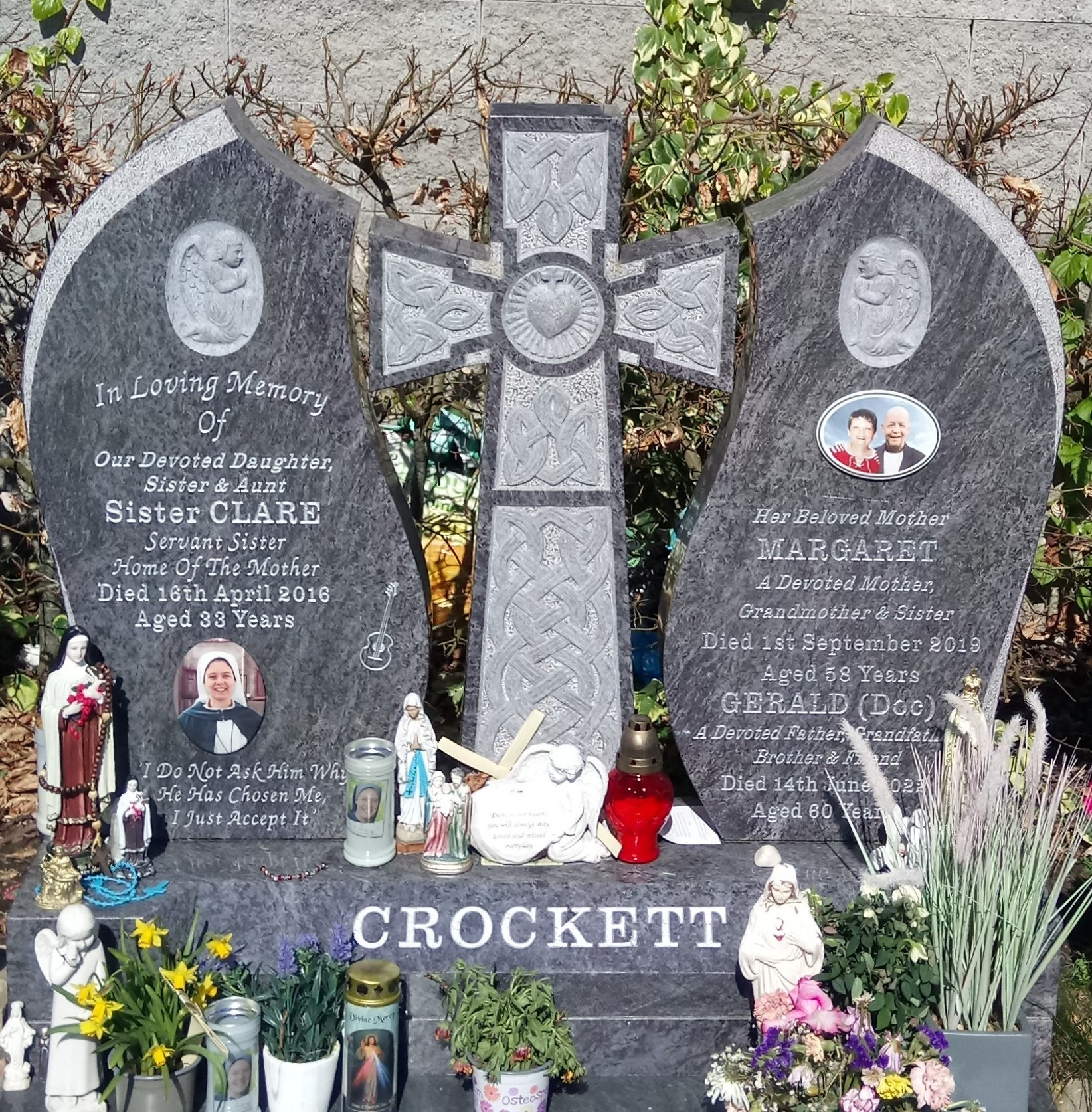
Lápide da irmã Clare Crockett na nova área inferior do Cemitério da Cidade de Derry, na Lone Moor Road, 2023.

Clare Crockett nasceu em Derry, na Irlanda do Norte, em uma família católica. Desde jovem, demonstrou paixão por teatro e literatura, sendo uma estudante animada e conhecida por seu humor. Aos 14 anos, ingressou em uma agência de atuação e, aos 15, conseguiu seu primeiro trabalho como atriz. Trabalhou como atriz, escritora e diretora de teatro, além de apresentadora na Channel 4. Participou do filme Sunday (2002), dirigido por Charles McDougall, que retratou o massacre do Domingo Sangrento em Derry. Durante a adolescência, descrevia-se como uma jovem rebelde, apaixonada por festas e com o sonho de se tornar uma atriz famosa.
Sua vida mudou em Sexta-feira Santa de 2000, durante uma viagem à Espanha, quando teve uma experiência religiosa que a levou a considerar a vida religiosa. Após meses de discernimento, incluindo uma confirmação durante a Jornada Mundial da Juventude de 2000, decidiu ingressar nas Irmãs Servas do Lar da Mãe em 2001, adotando o nome religioso Clare Maria da Trindade e Coração de Maria.
Como freira, trabalhou na Espanha, nos Estados Unidos e no Equador, dedicando-se à pastoral, capelania hospitalar, ensino e missões. Era conhecida por suas habilidades interpessoais e pelo carinho que recebia de seus alunos. Também deu voz à personagem Lucy na série infantil "Hi Lucy", transmitida pela EWTN.
Em 16 de abril de 2016, enquanto tocava violão e cantava com suas companheiras em Playa Prieta, uma comunidade em Portoviejo, Equador, a casa onde estava desabou devido ao terremoto de 7,8 graus. Foi encontrada sem vida sob os escombros, vítima de múltiplos ferimentos. Seus restos mortais foram trasladados para Derry e sepultados no Cemitério Municipal de Derry.

## Legado
Desde sua morte, sua história inspirou muitos, sendo descrita como um "exemplo inspirador de feminilidade". O documentário Tudo ou Nada resume sua trajetória. Em 2020, um mural em sua homenagem foi inaugurado em Derry.

## Beatificação
Relatos de milagres, como curas e fertilidade, foram atribuídos à sua intercessão. Em 2024, a Igreja Católica a declarou Serva de Deus, iniciando oficialmente seu processo de beatificação e canonização. A causa foi transferida para a Diocese de Alcalá de Henares, Espanha, onde a abertura ocorreu em 12 de janeiro de 2025.
A postuladora é a Irmã Kristen Gardner, autora da biografia Irmã Clare Crockett: Sozinha com Cristo Sozinho (2020).